# Saint-Loup-Hors
Saint-Loup-Hors település Franciaországban, Calvados megyében. Lakosainak száma 521 fő (2022. január 1.). Saint-Loup-Hors Barbeville, Bayeux, Guéron, Ranchy, Subles és Vaucelles községekkel határos.

## Népesség
A település népessége az elmúlt években az alábbi módon változott:
| Lakosok száma | 244  | 282  | 293  | 288  | 400  | 450  | 512  | 545  | 555  | 521  |
|               | 1968 | 1982 | 1990 | 2006 | 2013 | 2015 | 2017 | 2019 | 2020 | 2022 |